# Балочная площадка
Балочная площадка или балочная клетка - металлическая конструкция, каркасного типа, состоящая из главных и второстепенных балок, стального настила.
Применяются в корпусах скруббера, зданияx воздухонагревателей и трубопровода для постановки печи на тягу, как рампа и для других технологических операций на различных объектах промышленности.

## Проектирование
Проектирование начинают с выбора варианта компоновки балочной площадки.

### Площадка нормального типа
Шаг балок настила определяют из условия обеспечения жесткости стального листа настила толщиной {\displaystyle {t_{n}}} .
Предельное отношение {\displaystyle {\tfrac {a_{1}}{t_{n}}}} определяют по графикам Лейтеса в зависимости от полезной нагрузки {\displaystyle {P_{n}}} для предельного относительного прогиба стального листа

### Площадка усложненного типа
Наиболее просты в возведении и экономичны по расходу материала балочные клетки с верхним расположением вспомогательных балок, но имеют недостаток - большую строительную высоту перекрытия.

### Главная балка
Позже проектируют главную балку балочной площадки:
1. Компоновка сечения и проверка прочности и жесткости
2. Изменение сечения главной балки по длине
3. Проверки общей и местной устойчивости элементов
4. Расчет и конструирование укрупнительного стыка главной балки на высокопрочных болтах
5. Расчет опорного узла главной балки

При проектировании балочных клеток необходимо обеспечить достаточную жесткость балок.

### Центрально-сжатая колонна
Далее проектируют центрально-сжатую колонну
1. Расчет и конструирование стержня колонны
2. Расчет и конструирование оголовка колонны
3. Расчет и конструирование базы колонны